# Mezináboženský dialog
Mezináboženský dialog je charakterizován snahou příslušníků různých náboženství (laiků, vyznávajících, i duchovních autorit) o vzájemné porozumění těchto tradic a spolupráci. V dějinách docházelo jak ke kontaktům a ovlivňování tradic (hovoříme například i o synkretismu), k náboženským válkám i ke snahám o světový étos. V křesťanském prostředí pro kontakty mezi denominacemi používáme výraz ekumenismus. Pro kontakty abrahamovských náboženství hovoří někteří religionisté o abrahamovské ekumeně.
Na vědecké úrovni se mezináboženskému dialogu věnuje religionistika (věda o náboženství, v anglickém jazykovém prostředí označovaná Religious Studies, v německém Religionsgechichte).